# 20 kilomètres marche masculin aux Jeux olympiques d'été de 1988
Navigation
Los Angeles 1984 Barcelone 1992
L'épreuve du 20 kilomètres marche masculin aux Jeux olympiques de 1988 s'est déroulée le 23 septembre 1988 dans les rues de Séoul, en Corée du Sud, avec une arrivée au Stade olympique. Elle est remportée par le Tchécoslovaque Jozef Pribilinec.

## Résultats
| Rang               | Athlète                | Pays               | Temps           | Notes |
| ------------------ | ---------------------- | ------------------ | --------------- | ----- |
| Médaille d'or      | Jozef Pribilinec       | Tchécoslovaquie    | 1 h 19 min 57 s | OR    |
| Médaille d'argent  | Ronald Weigel          | Allemagne de l'Est | 1 h 20 min 00 s |       |
| Médaille de bronze | Maurizio Damilano      | Italie             | 1 h 20 min 14 s |       |
| 4                  | José Marín             | Espagne            | 1 h 20 min 34 s |       |
| 5                  | Roman Mrázek           | Tchécoslovaquie    | 1 h 20 min 43 s |       |
| 6                  | Mikhail Shchennikov    | Union soviétique   | 1 h 20 min 47 s |       |
| 7                  | Carlos Mercenario      | Mexique            | 1 h 20 min 53 s |       |
| 8                  | Axel Noack             | Allemagne de l'Est | 1 h 21 min 14 s |       |
| 9                  | Giovanni De Benedictis | Italie             | 1 h 21 min 18 s |       |
| 10                 | Guillaume Leblanc      | Canada             | 1 h 21 min 29 s |       |
| 11                 | Simon Baker            | Australie          | 1 h 21 min 47 s |       |
| 12                 | Daniel Plaza           | Espagne            | 1 h 21 min 53 s |       |
| 13                 | Ian McCombie           | Royaume-Uni        | 1 h 22 min 03 s |       |
| 14                 | Aleksey Pershin        | Union soviétique   | 1 h 22 min 32 s |       |
| 15                 | Pavol Blažek           | Tchécoslovaquie    | 1 h 22 min 39 s |       |
| 16                 | Martial Fesselier      | France             | 1 h 22 min 43 s |       |
| 17                 | Jimmy McDonald         | Irlande            | 1 h 22 min 45 s |       |
| 18                 | Thierry Toutain        | France             | 1 h 22 min 55 s |       |
| 19                 | Carlo Mattioli         | Italie             | 1 h 22 min 58 s |       |
| 20                 | Jean-Claude Corre      | France             | 1 h 23 min 09 s |       |
| 21                 | Sándor Urbanik         | Hongrie            | 1 h 23 min 18 s |       |
| 22                 | Erling Andersen        | Norvège            | 1 h 23 min 30 s |       |
| 23                 | Ricardo Pueyo          | Espagne            | 1 h 23 min 40 s |       |
| 24                 | Chris Maddocks         | Royaume-Uni        | 1 h 23 min 46 s |       |
| 25                 | Stefan Johansson       | Suède              | 1 h 23 min 51 s |       |
| 26                 | Hirofumi Sakai         | Japon              | 1 h 24 min 08 s |       |
| 27                 | Yevgeniy Misyulya      | Union soviétique   | 1 h 24 min 39 s |       |
| 28                 | Andrew Jachno          | Australie          | 1 h 24 min 52 s |       |
| 29                 | José Urbano            | Portugal           | 1 h 24 min 56 s |       |
| 30                 | Jan Staaf              | Suède              | 1 h 24 min 59 s |       |
| 31                 | José Pinto             | Portugal           | 1 h 26 min 33 s |       |
| 32                 | Abdelouahab Ferguene   | Algérie            | 1 h 26 min 33 s |       |
| 33                 | Héctor Moreno          | Colombie           | 1 h 27 min 06 s |       |
| 34                 | Mohamed Bouhalla       | Algérie            | 1 h 27 min 10 s |       |
| 35                 | Godfried Dejonckheere  | Belgique           | 1 h 27 min 14 s |       |
| 36                 | Zdzisław Szlapkin      | Pologne            | 1 h 27 min 23 s |       |
| 37                 | Gary Morgan            | États-Unis         | 1 h 27 min 26 s |       |
| 38                 | Jim Heiring            | États-Unis         | 1 h 27 min 30 s |       |
| 39                 | Helder Oliveira        | Portugal           | 1 h 27 min 39 s |       |
| 40                 | Santiago Fonseca       | Honduras           | 1 h 27 min 41 s |       |
| 41                 | Li Baojin              | Chine              | 1 h 27 min 57 s |       |
| 42                 | Reima Salonen          | Finlande           | 1 h 28 min 25 s |       |
| 43                 | Lyubomir Ivanov        | Bulgarie           | 1 h 28 min 43 s |       |
| 44                 | Timothy Lewis          | États-Unis         | 1 h 31 min 00 s |       |
| 45                 | Marcelo Palma          | Brésil             | 1 h 31 min 42 s |       |
| 46                 | Chung Pil-Hwa          | Corée du Sud       | 1 h 32 min 23 s |       |
| 47                 | Tadahiro Kosaka        | Japon              | 1 h 32 min 46 s |       |
| 48                 | Rafael Valladares      | Honduras           | 1 h 37 min 09 s |       |
| 49                 | Jung Myong-Oh          | Corée du Sud       | 1 h 40 min 09 s |       |
| —                  | Querubín Moreno        | Colombie           | DNF             |       |
| —                  | Ernesto Canto          | Mexique            | DQ              |       |
| —                  | Joel Sánchez           | Mexique            | DQ              |       |
| —                  | Marc Sowa              | Luxembourg         | DQ              |       |

## Légende
Records et Performances
- AR : Record continental (area record)
- CR : Record des championnats (championship record)
- MR : Record du meeting (meet record)
- NR : Record national (national record)
- OR : Record olympique (olympic record)
- PR : Record paralympique (paralympic record)
- PB : Record personnel (personal best)
- SB : Meilleure performance personnelle de la saison (season's best)
- WL : Meilleure performance mondiale de l'année (world leader)
- WJR : Record du monde junior (world junior record)
- WR : Record du monde (world record)

Circonstances et Conditions
- DNF : N'a pas terminé (did not finish)
- DNS : N'a pas pris le départ (did not start)
- DQ : Disqualification (disqualification)
- NM : Aucun essai valable enregistré (No Mark)
- Q : Qualifié « directement » au prochain tour (ou à la prochaine compétition), lors d'une compétition majeure, grâce au classement ou à la réalisation des minima (automatic qualifier)
- q : Qualifié au prochain tour (ou à la prochaine compétition), lors d'une compétition majeure, grâce au repêchage ou à la réalisation de l'une des meilleures performances parmi celles des « non qualifiés directement » (grâce au meilleur temps ou à la meilleure distance par exemple) (secondary qualifier)